# Sébastien Candel
Sébastien Candel, né le 21 avril 1946, est un physicien français, professeur des universités émérite à l'École centrale Paris (maintenant CentraleSupélec) et président honoraire de l'Académie des sciences,.

## Éléments de biographie
Ingénieur de l'École centrale Paris (1968), il a obtenu un DEA en physique des plasmas en 1968, puis un Ph.D. du California Institute of Technology (1972), et enfin un doctorat ès sciences de l'université Pierre et Marie Curie (Paris 6), en 1977.

Ses domaines de compétences sont la mécanique des fluides, la combustion, la propulsion, l'acoustique et l'aéroacoustique, le traitement du signal et l'hypersonique

## Fonctions
Il est ou a été :
- membre du haut conseil scientifique de l'ONERA de 1994 à 2002, et Président du réseau de recherche sur l'avion supersonique de 2000 à 2004 ;
- membre (depuis 2007) du conseil de l'Agence d'évaluation de la recherche et de l'enseignement supérieur ;
- membre (depuis 2010) du conseil scientifique du CNRS ;
- président du conseil scientifique de l'Institut français du pétrole et des énergies nouvelles et Président du conseil scientifique du CERFACS.
- Membre correspondant (en 1994) de l'Académie des sciences ;
- président (de 2005 à 2009) du Comité national français de mécanique ;
- animateur du groupe « combustion » du laboratoire EM2C (Énergétique moléculaire et macroscopique, combustion) de l'École centrale Paris et du CNRS, qui dépend de l’Institut des sciences de l'ingénierie et des systèmes (et aussi de l’Institut des sciences mathématiques et de leurs Interactions et de l’Institut de physique) ;
- membre titulaire (depuis le 15 mars 2011) de l'Académie des sciences[6] ;
- membre fondateur de l'Académie des technologies ;
- vice-président de l'Académie des sciences (pour 2015 et 2016) ;
- président de l'Académie des sciences[7] (élu le 15 novembre 2016 pour 2017 et 2018) ;
- Enseignant chercheur : il a été professeur à l'École centrale Paris de 1978 à 2014 et a été professeur à l'Institut universitaire de France de 2001 à 2011 ;
- président du conseil scientifique d'EDF[8] (nommé le 1er juillet 2017).

Il a été chercheur invité au Caltech, à l’université Stanford, à l’université de Californie à Los Angeles et Springer Professor à l’université de Californie à Berkeley.

## Œuvres, contributions scientifiques
Il est auteur ou coauteur de :
- plus de 230 articles dans des revues à comité de lecture[9] ;
- plus de 40 parties d'ouvrages ;
- plus de 200 communications scientifiques avec actes ;
- il est auteur de deux  livres (Mécanique des fluides et Problèmes de mécanique des fluides, Dunod) et a coédité un livre (Turbulent mixing and Combustion, Kluwer, 2002).

Il a été vice-président du Combustion Institute de 1996 à 2002, et rédacteur associé de la revue scientifique, Combustion and Flame de 2001 à 2008.

## Distinctions
- Prix d'Aumale de l’Académie des sciences (1987)
- Médaille d'argent du CNRS (1993)
- Officier de la Légion d'honneur (2016)[10]
- Commandeur de l'ordre national du Mérite (2021)
- Commandeur de l'ordre des Palmes académiques (2012)
- Grand prix Marcel Dassault de l'Académie des sciences (2000)[11]
- « Aeroacoustics Award » de la "Confederation of European Aerospace Societies" (2004)
- Prix George Edward Pendray de l’American Institute of Aeronautics and Astronautics (AIAA) (2005)
- Fellow de l’AIAA (2005), Fellow de l’Institute of Physics, UK (2004), Emérite de l’AAAF (2004)
- Docteur honoris causa de l’université libre de Bruxelles (2005)
- Membre étranger de la National Academy of Engineering des États-Unis (2009)
- Silver medal of the Combustion Institute for an outstanding paper presented at the 32nd Symposium (2010)
- Zeldovich Gold Medal of the Combustion Institute for outstanding contributions to the theory of combustion (2010)
- Membre de l'Académie des sciences (2011)[12]
- Membre de l'Académie de l'air et de l'espace (2012)
- Distinguished alumni award du California Institute of Technology (Caltech) (2013)